# Xavier Worthy
Xavier Glenn Worthy (Fresno, 27 aprile 2003) è un giocatore di football americano statunitense che milita nel ruolo di wide receiver per i Kansas City Chiefs della National Football League (NFL).

## Carriera universitaria
Worthy trovò subito spazio nella sua prima stagione a Texas nel 2021. A fine anno stabilì diversi record scolastici per un debuttante, incluso yard ricevute in una stagione (981) e touchdown su ricezione in una stagione (12). Tali primati appartenevano a Roy Williams, con 809 yard e 8 touchdown nel 2000. Worthy batté anche un altro record per un giocatore al primo anno con 261 yard ricevute contro Oklahoma. Per le sue prestazioni fu premiato come Frehsman All-American da Pro Football Focus, 247 Sports e Football Writers Association of America. Il 2 gennaio 2024 annunciò che avrebbe rinunciato all'ultimo anno di college per passare tra i professionisti.

## Carriera professionistica

### Kansas City Chiefs
Worthy fu scelto nel corso del primo giro (23º assoluto) del Draft NFL 2024 dai Kansas City Chiefs.
Debuttò il 5 settembre 2024 giocando come titolare nella vittoria 27-20 contro i Baltimore Ravens, gara in cui segnò i suoi primi due touchdown da professionista: il primo con una corsa di 21 yard e il secondo con una ricezione di 35 yard su passaggio di Patrick Mahomes. La sua prima stagione regolare si chiuse con 59 ricezioni per 638 yard e 6 touchdown su ricezione, oltre a 3 segnati su corsa, disputando tutte le 17 partite, di cui 13 come titolare.

## Palmarès
- American Football Conference Championship: 1

Kansas City Chiefs: 2024